# Великое дело основания государства
«Великое дело основания государства» (кит. упр. 建国大业, пиньинь Jiàngúo Dà Yè, палл. Цзяньго да е, англ. The Founding of a Republic) — выпущенный в 2009 году к 60-летию основания КНР китайский исторический фильм, ставший первым из серии подобных масштабных эпических юбилейных фильмов (следующие — выпущенный в 2011 году к 90-летию основания КПК фильм «Великое дело основания партии», и выпущенный в 2017 году к 90-летию Наньчанского восстания фильм «Великое дело основания армии».

## Сюжет
Фильм начинается с показа того, как осенью 1945 года руководство КПК на одном самолёте с послом США в Китайской Республике Патриком Хёрли (требование Мао Цзэдуна, опасавшегося, что в противном случае гоминьдановцы собьют самолёт по дороге) летит в Чунцин на переговоры о послевоенном устройстве Китая. Итогом переговоров становится выработанное при посредничестве Демократической лиги Китая «Соглашение 10 октября».
Однако Чан Кайши стремится к установлению в стране диктатуры партии Гоминьдан. Начинаются убийства политических оппозиционеров, возобновляется гражданская война. Осенью 1946 года созванное Гоминьданом в одностороннем порядке Национальное собрание избирает Чан Кайши президентом Китайской Республики. Весной 1947 года гоминьдановские войска занимают Яньань, и руководство компартии вынуждено эвакуироваться в Сибайпо.
Но внутреннее положение гоминьдановцев ухудшается. Когда пытающийся бороться с коррупцией Цзян Цзинго (сын Чан Кайши) вылетает в Шанхай и собирает там совещание по борьбе с коррупцией, на это совещание свободно приходит главный шанхайский гангстер Ду Юэшэн, который в обмен на освобождение своего сына даёт информацию о том, что главными коррупционерами являются ведущие члены правительства и даже родственники самого Цзян Цзинго. Представители китайских демократических сил постепенно отказываются от поддержки Чан Кайши, и приходят к выводу, что единственными, кто действительно борется за свободный и демократический Китай, являются китайские коммунисты.
На полях сражений также наступает перелом. Разгромив основные силы гоминьдановцев в нескольких крупных сражениях, коммунисты в начале 1949 года берут Бэйпин, и назначают там созыв Народного политического консультативного совета. Пытаясь выиграть время для перегруппировки и укрепления войск в Южном Китае, Чан Кайши передаёт пост президента Китайской республики Ли Цзунжэню, а сам уезжает в родную провинцию Чжэцзян, продолжая руководить делами из-за кулис. Делегация Гоминьдана подписывает в Бэйпине мирное соглашение на основе предложенных коммунистами восьми пунктов, но нанкинское правительство не утверждает этот документ.
В конце апреля 1949 года войска коммунистов форсируют Янцзы и берут Шанхай и Нанкин. Остатки гоминьдановцев бегут на Тайвань, а народные представители со всей страны съезжаются в Бэйпин. 1 октября 1949 года Мао Цзэдун провозглашает создание Китайской Народной Республики. Народный политический консультативный совет переименовывает «Бэйпин» в «Пекин», и утверждает новые флаг, герб и гимн страны.

## Актёры и роли

### Основные персонажи
| Актёр      | Роль        | Примечание                                                       |
| ---------- | ----------- | ---------------------------------------------------------------- |
| Тан Гоцян  | Мао Цзэдун  | Председатель КПК, впоследствии глава Народного правительства     |
| Чжан Голи  | Чан Кайши   | Председатель Гоминьдана, президент Китайской Республики          |
| Сюй Цин    | Сун Цинлин  | вдова Сунь Ятсена, впоследствии заместитель Председателя КНР     |
| Лю Цзин    | Чжоу Эньлай | заместитель председателя КПК, впоследствии премьер Госсовета КНР |
| Чэнь Кунь  | Цзян Цзинго | сын Чан Кайши                                                    |
| Ван Уфу    | Чжу Дэ      | главнокомандующий китайской Красной армией                       |
| Ван Сюэци  | Ли Цзунжэнь | вице-президент Китайской Республики                              |
| Лю Ша      | Лю Шаоци    | секретарь ЦК КПК                                                 |
| Ван Цзянь  | Жэнь Биши   | секретарь ЦК КПК                                                 |
| Цзинь Синь | Ли Цзишэнь  | председатель Революционного комитета Гоминьдана                  |
| Ван Бин    | Чжан Лань   | председатель Демократической лиги Китая                          |
| У Цзюньмэй | Сун Мэйлин  | жена Чан Кайши                                                   |
| Сю Цзунди  | Фу Цзои     | гоминьдановский генерал, перешедший на сторону коммунистов       |

### Коммунистическая партия Китая
| Актёр       | Роль          | Примечание                                                             |
| ----------- | ------------- | ---------------------------------------------------------------------- |
| Хуан Вэй    | Дэн Инчао     | жена Чжоу Эньлая                                                       |
| Ши Синь     | Дэн Сяопин    | секретарь ЦК КПК                                                       |
| Цзун Лицюнь | Пэн Дэхуай    | заместитель главнокомандующего Красной армией                          |
| Ю Липин     | Линь Бяо      | один из командиров Красной армии                                       |
| Чэ Сяотун   | Лю Бочэн      | один из командиров Красной армии                                       |
| Чжао Юн     | Хэ Лун        | один из командиров Красной армии                                       |
| Гу Вэй      | Чэнь И        | один из командиров Красной армии                                       |
| Сунь Цзитан | Ло Жунхуань   | один из командиров Красной армии                                       |
| Ван Цзюнь   | Сюй Сянцянь   | один из командиров Красной армии                                       |
| Ао Ян       | Не Жунчжэнь   | один из командиров Красной армии                                       |
| Е Цзинь     | Е Цзяньин     | один из командиров Красной армии                                       |
| Хо Юн       | Чэнь Гэн      | один из командиров Красной армии                                       |
| Чжао Нинъюй | Лю Ялоу       | один из командиров Красной армии                                       |
| Чжан Эрдань | Цзян Цин      | жена Мао Цзэдуна                                                       |
| Се Ган      | Гао Ган       | заместитель председателя ЦК КПК                                        |
| Ван Хуаин   | Пань Ханьнянь | работник Общественного отдела ЦК КПК                                   |
| Хуан Сяомин | Ли Иньцяо     | охранник Мао Цзэдуна                                                   |
| Ма Юэ       | Янь Чанлин    | охранник Мао Цзэдуна                                                   |
| Донни Йен   | Тянь Хань     | автор «Марша добровольцев»                                             |
| Сюй Фань    | Ляо Мэнсин    | секретарь Сун Цинлин                                                   |
| Чэнь Хао    | Фу Дун        | дочь Фу Цзои                                                           |
| Чэнь Даомин | Янь Цзиньвэнь | зам.начальника Шанхайского Спецбюро, перешедший на сторону коммунистов |
| Чжан Цзыи   | Гун Пэн       | журналистка                                                            |

### Гоминьдановцы
| Актёр         | Роль          | Примечание                                          |
| ------------- | ------------- | --------------------------------------------------- |
| Цзян Вэнь     | Мао Жэньфэн   | глава Спецбюро                                      |
| Ху Цзюнь      | Гу Чжутун     | главнокомандующий НРА                               |
| Энди Лау      | Юй Цзиши      | генерал НРА                                         |
| Чэнь Баого    | Чжоу Чжижоу   | генерал ВВС НРА                                     |
| Ли Ляньцзе    | Чэнь Шаокуань | адмирал НРА                                         |
| Сяо Вэньгэ    | Хэ Инцинь     | генерал НРА                                         |
| Ю Юн          | Бай Чунси     | генерал НРА                                         |
| Ли Цян        | Чэнь Чэн      | генерал НРА                                         |
| Ян Сяодань    | Чжан Чжичжун  | генерал НРА                                         |
| Леон Лай      | Цай Тинкай    | генерал НРА, перешедший на сторону коммунистов      |
| Чэнь Кайгэ    | Фэн Юйсян     | генерал НРА, побратим Чан Кайши                     |
| Тун Давэй     | Кун Линкань   | сын Кун Сянси и Сун Айлин                           |
| Цао Кэфань    | У Гочжэнь     | мэр Шанхая                                          |
| Чжун Синхо    | Хуан Шаохун   | заместитель председателя Контрольного Юаня          |
| Ся Ган        | Шао Лицзы     | секретарь НРА                                       |
| Дин Чжичэн    | Лу Гуаншэн    | агент Спецбюро                                      |
| Тао Цзэжу     | У Течэн       | заместитель председателя Законодательного Юаня      |
| Сюй Хуаньшань | Юй Южэнь      | председатель Контрольного Юаня                      |
| Чжао Сяоши    | Сунь Фо       | сын Сунь Ятсена, председатель Законодательного Юаня |
| Сунь Син      | Ду Юймин      | генерал НРА                                         |
| Линь Дунфу    | Гань Цзехоу   | секретарь Ли Цзунжэня                               |
| Е Сяоцзянь    | Дай Цзитао    | председатель Экзаменационного Юаня                  |
| Чжан Ханьюй   | Лю Цунвэнь    |                                                     |

### Прочие исторические фигуры
| Актёр            | Роль         | Примечание                                               |
| ---------------- | ------------ | -------------------------------------------------------- |
| Гэ Цуньчжуан     | Тань Пиншань | член Революционного комитета Гоминьдана                  |
| Чжан Шичжун      | Шэнь Цзюньжу | член Демократической лиги Китая                          |
| Би Яньцзюнь      | Ло Лунцзи    | член Демократической лиги Китая                          |
| У Ган            | Вэнь Идо     | поэт, член Демократической лиги Китая                    |
| Цяо Лишэн        | Го Можо      | поэт и историк, коммунист                                |
| Дэн Чао          | Сюй Бэйхун   | художник                                                 |
| Ли Бинь          | Хэ Сяннин    | художница и поэтесса                                     |
| Чжан Цюфан       | Ли Дэцюань   | жена Фэн Юйсяна, член Революционного комитета Гоминьдана |
| Лю Ивэй          | Ли Хуан      | основатель Китайской молодёжной партии                   |
| Александр Павлов | И.В.Сталин   | руководитель СССР                                        |
| Дональд Маккой   | Дж.Маршалл   | представитель президента США                             |
| Дональд Фримэн   | П.Хёрли      | посол США в Китае                                        |
| Леслин Коллингс  | Дж.Л.Стюарт  | посол США в Китае                                        |
| Фэн Сяоган       | Ду Юэшэн     | шанхайский гангстер                                      |
| Фэн Юаньчжэн     | Филип Фу     | помощник американского посла Стюарта                     |
| Джон Ву          | Лю Вэньхуэй  | генерал НРА                                              |

### Безымянные и вымышленные персонажи
| Актёр         | Роль                                                                    | Примечание |
| ------------- | ----------------------------------------------------------------------- | ---------- |
| Сунь Хунлэй   | Ху Ливэй (корреспондент «Чжунъян жибао»)                                |            |
| Фань Вэй      | Го Бэньцай (повар Мао Цзэдуна)                                          |            |
| Лю Е          | ветеран Красной армии                                                   |            |
| Гэ Ю          | командир полка 4-й полевой армии НОАК                                   |            |
| Ван Баоцян    | красноармеец                                                            |            |
| Ван Сюэбин    | красноармеец                                                            |            |
| Хуан Шэнъи    | диктор радиостанции «Синьхуа»                                           |            |
| Джеки Чан     | корреспондент, берущий интервью у Ли Цзишэна                            |            |
| Чэнь Хун      | корреспондент, берущая интервью у Чжан Ланя                             |            |
| Ли Юбин       | глава агентства новостей                                                |            |
| Чжан Цзянья   | заместитель Чан Кайши                                                   |            |
| Лянь Вэйцзянь | заместитель Чжоу Чжижоу                                                 |            |
| Го Сяодун     | офицер НРА                                                              |            |
| Лю Хуа        | полицейский офицер в Инциденте на Цзяочанкоу                            |            |
| Хуан Цзысюань | полицейский офицер, участвующий в деле о складе с товарами Кун Линканя  |            |
| Тони Лян      | солдат в сцене совместного фото Мао Цзэдуна с девушками-красноармейцами |            |
| Фэн Гун       | один из участников дискуссии по выбору гимна страны                     |            |
| Чжао Вэй      | один из участников дискуссии по выбору гимна страны                     |            |
| Го Дэган      | оператор                                                                |            |
| Чжан Шэнь     | переводчик, сопровождающий Лю Шаоци в СССР                              |            |
| Гун Бэйби     | девушка-красноармеец                                                    |            |
| Хэ Линь       | девушка-красноармеец                                                    |            |
| Ян Жоси       | девушка-красноармеец                                                    |            |
| Чэ Юнли       | девушка-красноармеец                                                    |            |
| Мяо Пу        | делегат НПКСК                                                           |            |
| Дун Сюань     | делегат НПКСК                                                           |            |
| Чэнь Шу       | делегат НПКСК                                                           |            |
| Нин Цзин      | делегат НПКСК                                                           |            |
| Ин Да         | делегат НПКСК                                                           |            |
| Шэнь Аоцзюнь  | делегат НПКСК                                                           |            |
| Ван Яцзе      | делегат НПКСК                                                           |            |
| Чжао Баоюэ    | делегат НПКСК                                                           |            |
| Ван Фули      | делегат НПКСК                                                           |            |

## Награды и номинации
| Награды и номинации                   | Награды и номинации               | Награды и номинации          | Награды и номинации | Награды и номинации |
| Награда                               | Категория                         | Номинант                     | Итог                |                     |
| ------------------------------------- | --------------------------------- | ---------------------------- | ------------------- | ------------------- |
| Сто цветов                            | Лучший художественный фильм       |                              | Победа              |                     |
| Сто цветов                            | Лучший режиссёр                   | Хуан Цзяньсинь, Хань Саньпин | Номинация           |                     |
| Сто цветов                            | Лучшая мужская роль               | Чжан Голи                    | Номинация           |                     |
| Сто цветов                            | Лучшая женская роль второго плана | Сюй Цин                      | Победа              |                     |
| Гонконгская кинопремия                | Лучший азиатский фильм            |                              | Номинация           |                     |
| Чанчуньский кинофестиваль             | Лучший художественный фильм       |                              | Победа              |                     |
| Пекинский студенческий кинофестиваль  | Премия за прорыв в киноиндустрии  |                              | Победа              |                     |
| Премия шанхайских кинокритиков        | Десятка достойных фильмов         |                              | Победа              |                     |
| Китайско-американский кинофестиваль   | Лучший фильм                      |                              | Победа              |                     |
| Макаоский международный кинофестиваль | Лучший фильм                      |                              | Победа              |                     |
| Макаоский международный кинофестиваль | Лучшая женская роль второго плана | Сюй Цин                      | Победа              |                     |
| Макаоский международный кинофестиваль | Премия китайского кино            | Хуан Цзяньсинь, Хань Саньпин | Победа              |                     |